# Calliscarta columbianus
Calliscarta columbianus är en insektsart som beskrevs av Nast 1952. Calliscarta columbianus ingår i släktet Calliscarta och familjen dvärgstritar. Inga underarter finns listade i Catalogue of Life.